# Thysanotus fastigiatus
Thysanotus fastigiatus är en sparrisväxtart som beskrevs av Norman Henry Brittan. Thysanotus fastigiatus ingår i släktet Thysanotus och familjen sparrisväxter. Inga underarter finns listade i Catalogue of Life.